# Wilder Peter von Hameln
Wilder Peter von Hameln, auch wilder Peter von Hannover (* um 1711; † 1785 in Hertfordshire, Vereinigtes Königreich), war ein geistig behinderter Junge ungeklärter Herkunft.

## Biografie
Der „wilde Peter“ wurde am 17. Juli 1724 als geschätzt 12 Jahre alter Junge auf einer Wiese bei Helpensen nahe der Stadt Hameln angetroffen. Er wurde von Bewohnern als blankes (= nacktes), schwarz-behaartes Geschöpf mit bräunlicher Haut beschrieben. Nach seiner Entdeckung wurde er in die Stadt gebracht, wo er großes öffentliches Interesse erregte. Sein Verhalten glich dem eines wilden Tieres, und er ernährte sich vorwiegend von Vögeln und rohem Gemüse. Die Straßenkinder benannten ihn „Peter“.

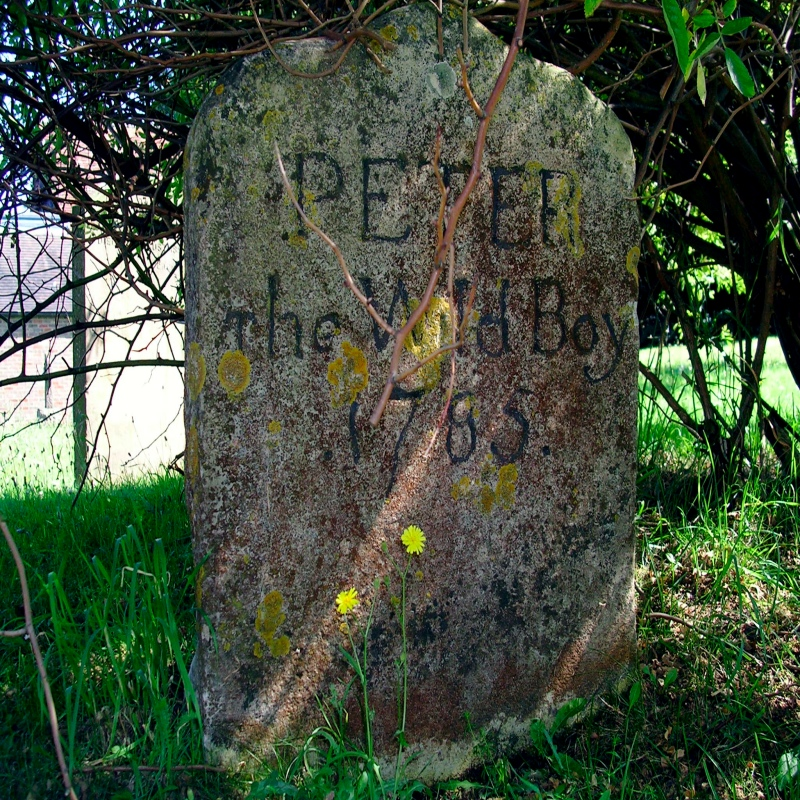
Grabstelle des Wilden Peters („Peter the Wild Boy“) in Hertfordshire

Peter wurde Ende 1725 nach England gebracht, wo der bekannte schottische Arzt und Mathematiker John Arbuthnot sich um die Erziehung des Knaben bemühte. Er erlernte nie das Sprechen, lachte nie und zeigte absolute sexuelle und finanzielle Gleichgültigkeit. Er war musikalisch interessiert, konnte unterrichtet werden und verrichtete verschiedene Aufgaben. Die meiste Zeit seines Lebens verbrachte er bei einer Familie auf dem Lande. 1767 wurde er in London König Georg III. vorgestellt. Der „wilde Peter“ von Hameln starb 1785 in Hertfordshire.

## Deutung des Falles
Während einige der Meinung sind, dass es sich bei Peter um ein Wolfskind gehandelt habe, vermutete Johann Friedrich Blumenbach 1811, es habe sich um den stummen und verwahrlosten Sohn eines Lüchtringer Kneipenwirts gehandelt. Er sei wohl 1724 von seiner Stiefmutter aus dem Haus geprügelt worden.
Carl von Linné nahm den Jungen als ein Beispiel für eine Abweichung vom normalen Menschentyp in seine Zusammenstellung der „Wilden Menschen“ (Homo ferus) in die 10. Auflage von Systema Naturae (1758) auf und bezeichnete ihn dort als „Juvenis Hannoveranus“ (Hannoveranischer Junge).
Nach einer neueren Untersuchung der Historikerin Lucy Worsley von der britischen Organisation Historic Royal Palaces soll es sich um einen Fall des sogenannten Pitt-Hopkins-Syndroms gehandelt haben.